# Interested Parties Information, névjegyzék
Az Interested Parties Information, szerzők névjegyzéke magyar zeneszerzők és szövegírók, vagy olyan művészek nevét tartalmazza, akiknek szerzeményei Magyarországon ismertekké váltak.
A névjegyék első oszlopában a szerző neve áll. Tekintettel arra, hogy sokan művésznevükön jegyeztették be magukat, ez áll az első helyen. Ezt követi a születési név, ha ismeretes. A táblázat sorba rendezhetősége érdekében első helyen a családnév szerepel, még külföldi szerzőknél is (a táblázat kívánságra sorba rendezhető).
A névjegyzék második oszlopa az Interested Parties Information rendszerben a szerzőhöz rendelt azonosító szám látható. A táblázat tartalmaz a francia adatbázisszerverről származó adatokat is.
A táblázat harmadik oszlopában egy olyan szerzemény címe szerepel, amely a szerzőre jellemzőnek mondható.

## Névjegyzék
A magyar nóták esetén a szerző nevének és a dal címének egyeztetése az erre vonatkozó lexikon alapján lehetséges
| név                                                | ipi         | egy jellemző szerzeménye                                                                     |
| -------------------------------------------------- | ----------- | -------------------------------------------------------------------------------------------- |
| Ábrahám Pál                                        | 00339669806 | Bál a Savoyban                                                                               |
| Ádám Jenő                                          | 00142972173 | Darumadár, gyere velem                                                                       |
| Antonio d Addario                                  | 00074365957 | És a madarak énekelnek (Et les oiseaox chantaient)                                           |
| Alberczki Sándor                                   | 00244131111 | Az én jó apám                                                                                |
| Tomaso Albinoni                                    | 00000432651 | Adagio G-moll                                                                                |
| Alpár Géza János                                   | 00000676809 | Eresz alatt fecskefészek                                                                     |
| Antal Iván                                         | 00001073940 | Szeretnék május éjszakákon                                                                   |
| Ányos Laci (Adler)                                 | 00001122664 | Messze mentél, nagyon messze                                                                 |
| Arany János                                        | 00001188034 | Ágnes asszony                                                                                |
| Auth Ede                                           | 00001631246 | Hol jár az eszem ISWC: T-007.000.453-3                                                       |
| Charles Aznavour (Aznavourian)                     | 00001711935 | Ő (She; Máté Péter)                                                                          |
| Babay József                                       | 00001730146 | Szomjas a szám                                                                               |
| Babusa Miklós                                      | 00001738612 | Jaj, de szép a házasság                                                                      |
| Burt Freeman Bacharach                             | 00001751821 | Hadd hulljon rám a jégeső (Raindrops are Falling on my Head)                                 |
| Pierre André Bachelet                              | 00070405605 | Emmanuelle                                                                                   |
| Ross Bagdasarian                                   | 00001811538 | Witch Doctor ISWC: T-070.200.476-9                                                           |
| Joan Baez                                          | 00033833494 | House of rising sun (feldolgozás), Bank of the Ohio, East Virginia (feldolgozás)             |
| Bágya András                                       | 00001820831 | Áprilisi tréfa                                                                               |
| Bakos Géza                                         | 00001871024 | Búcsúzik a nyár ISWC: T-007.031.943-5                                                        |
| Balassa István                                     | 00001882311 | Ez volt az én nagy pillanatom                                                                |
| Balázs Árpád                                       | 00001884403 | Ahogy én szeretlek                                                                           |
| Bányay Aladár dr                                   | 00001990014 | Gyöngyvirágos kiskertedben                                                                   |
| Nicola di Bari                                     | 00030114745 | A szívem egy vándorcigány (Il cuore è uno zingaro)                                           |
| Lionel Bart (Begleiter)                            | 00002206551 | Living Doll                                                                                  |
| Bartók Béla                                        | 00002231946 | A kékszakállú herceg vára                                                                    |
| Baross Gábor                                       | 00002144840 | Azért szeretek én falu végén lakni                                                           |
| Beamter Jenő                                       | 00142974461 | Szervusz vízibusz                                                                            |
| Sidney Joseph Bechet                               | 00002458123 | Petite fleur                                                                                 |
| Gilbert Francois Leopold Bécaud                    | 00002453138 | Nathalie (Poór Péter)                                                                        |
| Beda (Löhner)                                      | 00002482913 | Honvéd banda (Viktória operett)                                                              |
| Behár György                                       | 00142974853 | Ami szívemen, a számon                                                                       |
| Alan Bergman                                       | 00002823424 | Ilyenek voltunk (Way we were)                                                                |
| Marilyn Bergman                                    | 00002825026 | Gondolataid szélmalmai (The Windmills Of Your Mind)                                          |
| Leonard Bernstein                                  | 00002933317 | West Side Story                                                                              |
| Chuck Berry                                        | 00002948497 | Rock and Roll Music                                                                          |
| Cesare Andrea Bixio                                | 00003259222 | Mama                                                                                         |
| Robert Alexander Blackwell                         | 00003290037 | Long Tall Sally                                                                              |
| Bodrogi Zsigmond                                   | 00003488990 | Már minálunk babám                                                                           |
| Bognár Ignác                                       | 00724844040 | Távolból (Petőfi)                                                                            |
| Békeffi István                                     | 00002532928 | Egy édes kis kocsma                                                                          |
| Békeffi László                                     | 00220355413 | Vénülünk, pajtás                                                                             |
| Berecz János                                       | 00075916350 | Amióta messze mentél                                                                         |
| Berencsi Attila                                    | 00163181878 | Ezüst utazó                                                                                  |
| Berki Barnabás                                     | 00642592831 | Megfakult fénykép                                                                            |
| Berki Géza                                         | 00002845508 | Búcsúkeringő                                                                                 |
| Irving Berlin                                      | 00002852023 | White Christmas                                                                              |
| Berti Béla                                         | 00244185670 | Amikor az est homálya                                                                        |
| Henri Betti                                        | 00003054933 | Vártam rád (C'est si bon)                                                                    |
| Bicskey Dániel                                     | 00065759048 | Akkor nyugszik meg a lelkem                                                                  |
| Bihari József                                      | 00050869566 | A nagyenyedi szolgadiák                                                                      |
| Matvej Iszakovics Blantyer                         | 00082902671 | Katyusa Kazacsok                                                                             |
| Bodrogi Zsigmond                                   | 00003488990 | Erdőszélen nagy a zsivaj                                                                     |
| Bognár Ignác                                       | 00724844040 | Távolból (Petőfi Sándor)                                                                     |
| Bognár Gyula                                       | 00511391585 | Álmatlan éjszakák                                                                            |
| Nyikita Vlagyimirovics Bogoszlovszkij              | 00082887237 | Csöndes az éj, Napsugaram (Тёмная ночь)                                                      |
| Bondy Árpád                                        | 00053673278 | Crocodile Hunt                                                                               |
| Salvatore Philip Sonny Bono                        | 00003678592 | Bang Bang (He Shut me Down); Little Man                                                      |
| Both Lóránt                                        | 00504517970 | Haragszik a nap a holdra                                                                     |
| Both Miklós                                        | 00529723336 | Elment az én rózsám                                                                          |
| George Boulanger (George Pantazi)                  | 00003870701 | Száll ez a halk szerenád (Avant de mourir)                                                   |
| Bradányi Iván                                      | 00004002365 | Ajándék volt minden perc és óra                                                              |
| Brand István                                       | 00004045928 | Egy bolondos könnycsepp                                                                      |
| Breitner János dr                                  | 00004138820 | Gyönyörű így este Budapest                                                                   |
| Brodszky Miklós                                    | 00004277116 | Barátságos arcot kérek                                                                       |
| Bródy János                                        | 00033954968 | Valaki kell, hogy szeressen                                                                  |
| Bródy Tamás                                        | 00004278309 | Civil a pályán (filmzene)                                                                    |
| Buday Dénes                                        | 00004507619 | Lehet könny nélkül sírni                                                                     |
| Paul Werner Burkhard                               | 00004613034 | Az én apukám (Oh mein Papa)                                                                  |
| Bura Sándor                                        | 00004574306 | Ráérünk még, korán van hazamenni                                                             |
| Burka Sándor                                       | 00004605032 | Halljátok, cigányok                                                                          |
| Ferdinando Buscaglione                             | 00028282288 | Jusson eszedbe Portofino (I found my love in Portofino)                                      |
| Buttola Ede                                        | 00004702526 | Édes ellenfél (filmzene)                                                                     |
| Leonardus Caerts                                   | 00004789476 | Viva España                                                                                  |
| Sammy Cahn                                         | 00004803224 | Dal a csodakútról (Three Coins in the Fountain)                                              |
| Nellie Casman                                      | 00005470219 | Joseph, Yossele ISWC: T-903.590.614-0 Hallod-e Jozef, hogy veled mennyi baj van...           |
| Fryderyk Franciszek Chopin                         | 00006098201 | (keringők, etüdök, polonézek)                                                                |
| Eduardo di Capua                                   | 00071108213 | O sole mio                                                                                   |
| Charles Spencer Chaplin                            | 00005869767 | Két piciny balettcipő (Terry's Theme; másik címe: Ethernally)                                |
| Howard Hoagland "Hoagy" Carmichael                 | 00005261720 | Georgia on my Mind (Georgia himnusza); Lazy River; Star Dust                                 |
| John R. Cash                                       | 00005462217 | Big River                                                                                    |
| Bixio Cherubini                                    | 00006016043 | Mama                                                                                         |
| Bruno Cherubini                                    | 00006016141 | Egy kis kíváncsi kacsa (Reginella campanola, Woodpecker Song)                                |
| Gian Carlo Chiaramello                             | 00006042337 | Nem tudjuk még (Una donna, Bradányi Iván)                                                    |
| Johnny Christopher                                 | 00063327392 | Youre are Always on my Mind                                                                  |
| "Zez" Confrey (Edward Elzear Confrey)              | 00006636792 | Macska a zongorán (Kitten on the Keys)                                                       |
| Vladimir Cosma                                     | 6884376     | Le grand blond avec une chaussure noire                                                      |
| Mackinnon Edward Finlay Craig                      | 278734128   | Hit the Road Jack                                                                            |
| Luigy Federico Creatore                            | 00007055024 | Can't help falling in love                                                                   |
| Ernesto de Curtis                                  | 00071108213 | Szorrentói emlék (Torna a Surriento)                                                         |
| Czene László                                       | 00007284596 | Beteg vagyok, fáj a szívem                                                                   |
| Czobel Minka                                       | 00163145686 | Esik eső sűrű cseppje                                                                        |
| Czobor Károly                                      | 00244273871 | Elment a rózsám Ámerikába                                                                    |
| Pjotr Iljics Csajkovszkij                          | 00084070584 | A diótörő                                                                                    |
| Csanády György                                     | 00142339000 | Székely himnusz                                                                              |
| Csatári Kálmán                                     | 00206203422 | Bokorugró selyemszoknya                                                                      |
| Csoór Gáspár                                       | 00007173409 | Ha volna valaki (Gara György társszerzője a Párbeszéd című filmben)                          |
| Csoóri Sándor JUN                                  | 00051119416 | Félre gatya, pendely                                                                         |
| Csoóri Sándor SEN                                  | 00007173507 | Álmos őszi idő                                                                               |
| Dallos Miklós                                      | 00163145784 | Falu végén kurta kocsma                                                                      |
| Dalos László                                       | 00007374889 | Ámor a szerelmesek cinkosa rég                                                               |
| Dancsák Gyula                                      | 00034120435 | Boldogság, gyere haza                                                                        |
| Dankó István                                       | 00757265902 | Minden áron                                                                                  |
| Dankó Pista                                        | 00024464990 | Most van a nap lemenőben                                                                     |
| Dankó Pável M                                      | 00205966755 | Bíró uram                                                                                    |
| Darvas Szilárd                                     | 00007526008 | Énmellettem elaludni nem lehet                                                               |
| Darvay László                                      | 00007526106 | Indul a svábhegyi fogaskerekű                                                                |
| Bill Dees (William Marvin Dees)                    | 00007734493 | Pretty Woman                                                                                 |
| Deák Tamás                                         | 00007660694 | A szívemmel látlak                                                                           |
| Decsei László János                                | 00621049483 | Erdély                                                                                       |
| Dégel Károly                                       | 00007746581 | Sajnos, szeretem                                                                             |
| Richard James Dehr                                 | 00007761392 | Zöld mezők (Green Fields)                                                                    |
| Dénes György G                                     | 00143105517 | Csinibaba                                                                                    |
| Dénes György Gém                                   | 00143096976 | Duli duli (Szabad szél, Volnij vetyer, operett)                                              |
| Dénes Gyula                                        | 00007931296 | Én nem tudom, mit hoz a holnap                                                               |
| Luigi Denza                                        | 00007966661 | Funiculo funicolà                                                                            |
| Dévény Jenő                                        | 00143105909 | Mért borul az erdő zöldbe                                                                    |
| Diószegi Sándor                                    | 00163152397 | Édes hazám, Magyarország                                                                     |
| Dirner Gusztáv                                     | 00008292592 | Erdő mellett nem jó lakni                                                                    |
| Dobsa Sándor                                       | 00008346693 | A boldogság kék madara                                                                       |
| Dóczy József (1863-1913)                           | 00008351015 | Édesanyám kössön kendőt                                                                      |
| Dohnányi Ernő von                                  | 00008373886 | Stabat mater                                                                                 |
| Jevgenyij Aronovics Dolmatovszkij                  | 00082346967 | A búcsú néked könnyű volt... (Moja ljubimaja)                                                |
| Dombóvári Pál                                      | 00244131405 | Elhagyom a kis falumat                                                                       |
| Leitch Phillips Donovan                            | 00017730498 | Brother Sun, Sister Moon                                                                     |
| Riccardo Eugenio Drigo                             | 00008656772 | Szerenád (Les millions d'Arléquin)                                                           |
| Iszak Joszifovics Dunajevszkij                     | 00082305101 | Drága föld, szülőhazámnak földje (Песня о Родине)                                            |
| Dulácska Geyzáné                                   | 00008784565 | Valahol egy kis faluban                                                                      |
| Charles Gaston Dumont                              | 00008801797 | Nem bánok semmit sem (Non, je ne regrette rien)                                              |
| Bob Dylan (Robert Allen Zimmerman)                 | 00008955172 | Farewell Angelina, Mr. Tambourine Man                                                        |
| Egerszeghy Géza                                    | 00009085591 | Kéklő neflejcset szedtem                                                                     |
| Eisemann Mihály László                             | 00009131811 | Bástyasétány hetvenhét                                                                       |
| Anton Ello                                         | 00009227697 | A vén cigány                                                                                 |
| Emőd Tamás                                         | 00009285287 | Az ibafai papnak fapipája                                                                    |
| Endrődi Sándor                                     | 00009301127 | Bujdokolva járok                                                                             |
| Enyedi Zoltán                                      | 00220359894 | Akácos út                                                                                    |
| Erdélyi Zsolt István                               | 00607049265 | Árokparton aludtam az éjjel                                                                  |
| Erdélyi Mihály                                     | 00009371886 | Az én anyámnak nincs selyemruhája                                                            |
| Erdődi János                                       | 00142630896 | Gyere, mondd el                                                                              |
| Erdődi Sándor                                      | 00009301127 | Csöndes éj harmatja                                                                          |
| Erkel Ferenc                                       | 00009401024 | Himnusz                                                                                      |
| Erőss Béla                                         | 00143100728 | Asszony lesz a lányból                                                                       |
| Faluhelyi Gyula                                    | 00539879289 | Anna örök (Juhász Gyula)                                                                     |
| Osvaldo Farrés                                     | 00009807381 | Csupa könny a szobám (Tres palabras)                                                         |
| Farkas Ferenc                                      | 00009785556 | Áldott éj                                                                                    |
| Farkas Imre SEN                                    | 00009785948 | Ahogy én szeretlek                                                                           |
| Farkas Jenő                                        | 00143101725 | Eltörött az ezüsthangú tilinkóm                                                              |
| Fehér István                                       | 00009886744 | A szeretőm dunántúli                                                                         |
| Fejes Imre                                         | 00009899437 | Bakonyerdő sűrűjében                                                                         |
| José Feliciano                                     | 00075673154 | (Listen to the Falling) Rain ISWC: T-070.243.063-4                                           |
| Fényes Loránd                                      | 00163137782 | Bimbófakadáskor találkoztam véled                                                            |
| Fényes Szabolcs                                    | 00009951080 | Áprilisi tréfa volt                                                                          |
| Ferenczi György                                    | 00163234786 | Csonka torony (Petőfi)                                                                       |
| Figura Ede                                         | 00507806258 | Áldalak búval, vigalommal (József Attila)                                                    |
| Doris Fisher                                       | 00010303952 | Tampico (előadó: Lantos Olivér)                                                              |
| Borisz Ivánovics Fomin                             | 00080326497 | Azok a szép napok (Дорогой длинною, Those Were The Days)                                     |
| Forrai György                                      | 00143094982 | Van, aki vár                                                                                 |
| Földes Imre                                        | 00143098382 | Bon soir                                                                                     |
| Földes Imre                                        | 00244129388 | Ludwig van Beethoven (A.D: Studio)                                                           |
| Fráter Lóránd                                      | 00010795991 | Megjöttek a fehérvári huszárok                                                               |
| de Fries Károly                                    | 00010908809 | Csak egy nap a világ                                                                         |
| Friml Rudolf                                       | 00010915618 | Indián szerelmi dal (Indian Love Call)                                                       |
| Fülöp Kálmán                                       | 00143101431 | Egy ázott szürke veréb                                                                       |
| Füredi Imre                                        | 00142619583 | Nincs senki olyan szép, nincs senki olyan jó                                                 |
| Gábor Andor                                        | 00011074734 | Cintányéros cudar világ                                                                      |
| Jacob Hansen Thune Gade                            | 00011093043 | Féltékenység (Jalousie, Tango tzigane)                                                       |
| Galambos Lajos                                     | 00163220603 | Bögre, bögre                                                                                 |
| Galántai Imre                                      | 00757390704 | Kék hold                                                                                     |
| Gara György Miklós                                 | 00143096682 | Ha volna valaki                                                                              |
| Garai Gusztáv                                      | 00163220407 | Csak álmodom                                                                                 |
| Garai Imre                                         | 00011263045 | Ezüstgitár                                                                                   |
| Gerő Jenő Szőke Szakáll                            | 00163140799 | Nincs egy csöpp se                                                                           |
| Remo Giazotto                                      | 00011810926 | Adagio (Albinoni) orgonára                                                                   |
| Barry Allan Gibb                                   | 00011811727 | Massachusets (Bee Gees)                                                                      |
| Don Gibson                                         | 00041484692 | I can't stop loving you (Ray Charles)                                                        |
| Stephan Gommermann                                 | 00012245335 | Grusel-blues                                                                                 |
| Gommermann István                                  | 00076228173 | A honleány dala                                                                              |
| Gordon Imre                                        | 00072517385 | A végén mindent másképp lát az ember                                                         |
| John Henry Gorman                                  | 00034359291 | Lily the pink (a The Ballad of Lydia Pinkham feldolgozása)                                   |
| Grabócz Miklós                                     | 00012455909 | Áll a malom, áll a vitorlája                                                                 |
| Lorne Robert Greene                                | 00061582581 | Ringo                                                                                        |
| Joshua Winslow Groban                              | 00452059468 | Au jardin des sans pourqui                                                                   |
| Grósz Alfréd                                       | 00012785885 | Este gyere, késő este                                                                        |
| Grünwald Alfred Guillaume                          | 00071683468 | Sztambul rózsája                                                                             |
| Grünwald Alfréd                                    | 00012805517 | Marica grófnő                                                                                |
| Gryllus Vilmos                                     | 00080849063 | Állatkerti útmutató                                                                          |
| Terry Gilkyson                                     | 00011880604 | Zöld mezők                                                                                   |
| Luigi Guglielmo (Louiguy)                          | 00012918698 | Álmaimban látlak én (La vie en rose)                                                         |
| Gyarmati István                                    | 00065648452 | A nő az isten legnagyobb csodája                                                             |
| Gyöngy Pál                                         | 00143090994 | Budán kint, van egy kis Heuriger                                                             |
| Gyulai Gaál Ferenc                                 | 00013093913 | Ki volt a hibás                                                                              |
| Gyulai Gaál János                                  | 00013094028 | Ballada a Gretna Green-i kovácsról                                                           |
| Aram Iljics Hacsaturján                            | 00040361913 | Spartacus (balett)                                                                           |
| Halász Gyula                                       | 00013211745 | Ne bánd, sose bánd (rádiófelvétel)                                                           |
| Halmágyi Sándor                                    | 00013265027 | Autó a divat                                                                                 |
| Oscar Hammerstein                                  | 00013308919 | Zúg a folyó (Ol' Man River)                                                                  |
| Lou Handman                                        | 00013334527 | Are You Lonesome Tonight T-070.001.747-5                                                     |
| Wiliam Christopher Handy                           | 00013337126 | Long Gone From Bowlin' Green ISWC: T-914.726.479-7 (A megbilincseltek c. filmből)            |
| Harmath Imre                                       | 00013434032 | Ahol az ember felmászik a fára                                                               |
| Barry Ernest Harris                                | 00218879330 | I beg your pardon ISWC: T-070.941.985-1                                                      |
| Rolf Harris                                        | 00013475405 | Tie Me Cangoroo Down Sport ISWC: T-010.434.104-9                                             |
| Hárs László                                        | 00013492406 | Barnabőrű hableány                                                                           |
| Harsányi Béla                                      | 00013492700 | Eperfagyi                                                                                    |
| Harsányi Zsolt                                     | 00244115205 | Te vagy nekem a napfény                                                                      |
| Jalacy 'screamin' Hawkins                          | 00013616808 | Spell (I put a spell on you because you're mine) ISWC: T-070.243.878-5                       |
| Heczkó László                                      | 00013683988 | Dúdolom én                                                                                   |
| Ray Henderson                                      | 00040155327 | Szállj, szállj madár (By, Bye, Balackbird)                                                   |
| Hetényi Heidelberg Albert                          | 00013709504 | Mikor eszembe jutsz                                                                          |
| Heltai Jenő                                        | 00143089187 | János vitéz                                                                                  |
| Herczeg Ferenc (Kolozsvár)                         | 00013905604 | Bizánc (opera)                                                                               |
| Marín Rafael Hernández                             | 00013960794 | Silencio (Bueno Vista Social Club)                                                           |
| Heródek Sándorné                                   | 00013972294 | Csitt, csak rózsám                                                                           |
| Hevesi József                                      | 00014051831 | Paprika, só                                                                                  |
| Hódossy Gedeon                                     | 00014212834 | Kicsi fehér meszelt szoba                                                                    |
| Holéczy Ákos                                       | 00014277896 | Behajtani tilos (film)                                                                       |
| Benjamin Homer                                     | 00014343226 | Bumli vonat (Sentimental Journey)                                                            |
| Horváth Károly                                     | 00488804308 | Kettőspont                                                                                   |
| Horváth P Dezső                                    | 00142473979 | Sej, diri dongó                                                                              |
| Horváth Z Gyula Z                                  | 00142498858 | Álmaimban veled vagyok                                                                       |
| Horváth István                                     | 00065649547 | Csillagfényes nyári esten                                                                    |
| Horváth Jenő                                       | 00143110234 | Csak átutazó vagyok                                                                          |
| Horváth László                                     | 00696600319 | Befogom a kispej lovam                                                                       |
| Buddy Holly (Charles Hardin Holley)                | 00085469927 | Because I Love You                                                                           |
| Huszka Jenő SEN                                    | 00143110626 | Arad felől                                                                                   |
| Jean Gabriel Hutiray                               | 00060763386 | A te csodás kék szemeddel                                                                    |
| Hetényi Heidelberg Albert                          | 00013709504 | Rossz a térkép, Lacikám                                                                      |
| Hoffmann Sándor                                    | 00034445792 | Aki szidja az anyósát                                                                        |
| Hoppe Rezső                                        | 00143109998 | Lakodalom van a mi utcánkban                                                                 |
| Hubay Jenő JUN                                     | 00014506027 | Hejre Kati                                                                                   |
| Hubay Miklós                                       | 00014506223 | Ballada a halhatatlanságról                                                                  |
| Huber Sándor                                       | 00014513620 | Zöldre van a rácsos kapu festve                                                              |
| Huszka Jenő SEN                                    | 00143110626 | Mujkó dala (Darumadár fenn az égen)                                                          |
| Huzly Imre                                         | 00014647496 | Álmodó Tiszapart                                                                             |
| Janis Ian                                          | 00014661405 | Jesse ISWC: T-070.248.620-1                                                                  |
| Ilniczky László                                    | 00014740019 | De szép egy május délelőtt                                                                   |
| Innocent Vince Ernő                                | 00143152702 | Déryné (film)                                                                                |
| Mihail Vasziljevics Iszakovszkij                   | 00082720581 | Gyévuska (Ogonyok)                                                                           |
| Michael Jary                                       | 00015169697 | Balue husaren                                                                                |
| Josif Ivanovici                                    | 00014913502 | A Duna hullámain (Donauwellen, Valurile Dunării)                                             |
| Maurice Jarre                                      | 00015165118 | Lara témája (Zsivágó)                                                                        |
| Jávor László                                       | 00015190905 | Szomorú vasárnap                                                                             |
| Stan Jones (Stanly Davies Jones)                   | 00015494685 | Ghost Riders in the Sky                                                                      |
| Fred Jay (Friedrich Alex Jacobson)                 | 00015195204 | Édes kisfiam (When a child is born), Raszputyin                                              |
| Scott Joplin                                       | 00015517602 | The Entertainer                                                                              |
| Kaczor Ferenc                                      | 00191243678 | Bezár a betyár csárda                                                                        |
| Kacsóh Pongrác                                     | 00015728392 | János vitéz (daljáték)                                                                       |
| Kádas György                                       | 00143112816 | Fehér selyem csipkés szélű                                                                   |
| Kalányos Csaba                                     | 00490954716 | Köszönet mindenért                                                                           |
| Kálmán Imre                                        | 00015801119 | Cirkuszhercegnő, Dal a moziról                                                               |
| Kálmán Emerich                                     | 00015800808 | Arizona lady, Bayadere, Circusprincessin                                                     |
| Kalmár Tibor SEN                                   | 00015803505 | Akácos út                                                                                    |
| Kalmár Tibor JUN                                   | 00015803407 | Apa csak egy van                                                                             |
| Kapecz Zsuzsa                                      | 00163200219 | Bizánc (opera)                                                                               |
| Arthur W. Kaplan                                   | 00015856087 | Bensonhurst blues (Pour la peau d'un flic)                                                   |
| Karinthy Ferenc                                    | 00015886957 | Egy rózsaszál (János vitéz)                                                                  |
| Kárászi Csaba Ödön                                 | 00015873676 | Kint lakom én Kisperjésen                                                                    |
| Kárpát Zoltán                                      | 00244108987 | Ezüsttükrös kávéházban                                                                       |
| Kellér Dezső                                       | 00143114810 | Cini cini cincog az egér                                                                     |
| Kazaliczky Antal                                   |             | Kék nefelejts                                                                                |
| Kemény Egon                                        | 00016071419 | Békebeli bakanóta                                                                            |
| James Kennedy                                      | 00016091411 | Istanbul ISWC: T-070.907.001-8 (Isztambulban bámultam a mecsetet...)                         |
| Kenessey Jenő                                      | 00143115219 | János vitéz (daljáték)                                                                       |
| Kepf István                                        | 00016108421 | Nevetni kell                                                                                 |
| Kerekes János                                      | 00016113726 | Egy boldog nyár Budapesten                                                                   |
| Kerényi György                                     | 00143115317 | Aranyszárnyú angyal                                                                          |
| Keresztes Mihály                                   | 00016114625 | Édesanyám, te jó asszony                                                                     |
| Kersek János                                       | 00016133816 | Ezüsttükrös kávéházban                                                                       |
| Kertész Zsigmond Lajos                             | 00016138507 | Árad a Duna vize                                                                             |
| Keszler János                                      | 00782661119 | Bumli vonat (Sentimental Journey)                                                            |
| Kikli Tivadar                                      | 00016193991 | Szerelem, szerelem                                                                           |
| Király Ernő                                        | 00016264897 | Darumadár magasan száll                                                                      |
| Király Ernő                                        | 00244271877 | Werbung                                                                                      |
| Kiss Krisztián                                     | 00757494788 | A bundának nincs gallérja                                                                    |
| Kiss Angyal Ernő                                   | 00143117115 | Esti szél ringatja csolnakom                                                                 |
| Klinovszky László                                  | 00016371012 | Szervusz, vízibusz                                                                           |
| Koczka Géza                                        | 00508440078 | Egy asszony miatt fáj a szívem néha                                                          |
| Kodály Zoltán                                      | 00016452208 | Missa brevis                                                                                 |
| Kókay István                                       | 00016503612 | Piros Pünkösd napján                                                                         |
| Hollay Hercik Bertalan                             | 00220384995 | Nádfedfeles kicsi házam                                                                      |
| Kollár Attila                                      | 00051132723 | Egészséges optimizmus                                                                        |
| Komáromi Andor                                     | 00016528298 | Ópiumkeringő (filmzene)                                                                      |
| Kondor Csaba                                       | 00560837831 | Zsákbamacska                                                                                 |
| Kondor Ernő                                        | 00143120132 | A vén cigány                                                                                 |
| Kovách Kálmán                                      | 00016648775 | Kiskomárom, Nagykomárom                                                                      |
| Kozák József Gábor                                 | 00016667084 | Galambszivet örököltem                                                                       |
| Kovách Kálmán                                      | 00016648775 | Csak egy nap a világ                                                                         |
| Kóla József                                        | 00016506701 | Egy régi nótát hoz Budáról át a szél                                                         |
| Kozma József                                       | 00016611119 | Hulló levelek (Les feuilles mortes)                                                          |
| Körmendi Vilmos                                    | 00142623793 | Csöpp bánat                                                                                  |
| Kőszegi Pál                                        | 00142624200 | Én mindenkiben csalódtam                                                                     |
| Krasznahorkai László                               | 00508015095 | Bájoló                                                                                       |
| Kremnitzky Géza                                    | 00496166024 | Csillagok, csillagok                                                                         |
| Kreskai Ágnes                                      | 00513712974 | Nyílik már az orgonavirág                                                                    |
| Kristóf Károly                                     | 00016756380 | Egyszer láttam a tengert                                                                     |
| Kubányi György                                     | 00016803698 | Szép a rózsám                                                                                |
| Kulinyi Ernő                                       | 00143122028 | Bajadér (operett)                                                                            |
| Kurtág György JUN                                  | 00143122322 | Interrogation                                                                                |
| Kurtág György SEN                                  | 00143122518 | Álmodozva                                                                                    |
| Kutor Ferenc                                       | 00016901500 | Simongáti lányok                                                                             |
| Laczó Zoltán Vince                                 | 00206254203 | Boldog szomorú dal (Kosztolányi)                                                             |
| Francis Albert Lai                                 | 00017084893 | Egy férfi és egy nő (Un homme et une femme)                                                  |
| Lajtha László                                      | 00017098779 | Bogyiszlói kertek                                                                            |
| Aguirre del Pino Agustin Lara                      | 00055756750 | Granada                                                                                      |
| Iván Petrovics Larionov                            | 00101104756 | Kalinka                                                                                      |
| Lajtai Lajos                                       | 00163193770 | Én édes Katinkám                                                                             |
| Miarka Laparcerie (Cora Marie-Caroline Laparcerie) | 00017281105 | Szívem zengő hegedű (Mon coeur est un violon)                                                |
| Lányi Ernő                                         |             | Üllői úti fák                                                                                |
| Lányi Ernő JUN                                     | 00143123123 | Májusi kalapács                                                                              |
| László Imre                                        | 00017375683 | Leszállt a csendes éj                                                                        |
| László Jenő József                                 | 00143123221 | Kis falumban jártam                                                                          |
| László Sándor                                      | 00491963219 | Lengyel szabadságdal (Ott, ahol a Dnyeszter vize zúg)                                        |
| Lavotta Rezső                                      | 00143123319 | Verbunkos                                                                                    |
| Eldo di Lazzaro                                    | 00017497566 | Kár összeveszni velem (La piccinina, Ferry Boat Serenade)                                    |
| Casado Ernesto Lecuona                             | 00017607886 | Malaguena, Siboney                                                                           |
| Margarita Lecuona                                  | 00017607788 | Babalu, Taboo                                                                                |
| Peggy Lee                                          | 00017637188 | Johnny Guitar                                                                                |
| Michel Legrand                                     | 00271107200 | Les Parapluies de Cherbourg                                                                  |
| Michel Jean Legrand                                | 00017693274 | Les Parapluies de Cherbourg                                                                  |
| Lehár Ferenc                                       | 00017701112 | Akkor vagyok boldog                                                                          |
| Lehotka Gábor                                      | 00039940948 | Ének Krisztus testéről                                                                       |
| Jerry (Jerom) Leiber                               | 00017713791 | Jailhouse rock                                                                               |
| John Winston Lennon                                | 00273545259 | Imagine                                                                                      |
| Lengyel Miska                                      | 00017794266 | A cigányok sátora                                                                            |
| Annie Lennox                                       | 00122040051 | Sweet Dreams (Are Made of This)                                                              |
| Raymond Lester                                     | 00004350042 | Bumli vonat (Sentimental Journey)                                                            |
| Leszler József                                     | 00017926572 | Hinni kell a boldogságban                                                                    |
| Stanley Lewis                                      | 00018009019 | I'll be home (Pat Boone) ISWC: T-070.240.655-0                                               |
| Claude Joseph Lisle de Rouget                      | 00018224016 | Franciaország himnusza (La Marseillaise)                                                     |
| Jacob Herold Jay Livingston                        | 00018254102 | Ahogy lesz, úgy lesz (Que Sera)                                                              |
| Jerry Livingson                                    | 00018254200 | Adiós amigo (Jim Reeves)                                                                     |
| Lóránd György                                      | 00142624986 | Három aranyásó                                                                               |
| Lork István                                        | 00144620888 | Az a szép, az a szép                                                                         |
| Beda Löhner                                        | 00018334203 | Angyalkám, kicsikém                                                                          |
| Frank Loesser                                      | 00018339583 | A csúf kis kacsa (Hans Christian Andersen, filmzene)                                         |
| Lőrinczy Pál                                       | 00143124022 | Ágrólszakadt úrilány (filmzene)                                                              |
| Magyari Imre Károly                                | 00163138877 | De szeretnék hajnalcsillag lenni                                                             |
| Madarász Katalin                                   | 00220391605 | Édesanyám, kedves anyám                                                                      |
| Magyarádi Jenő                                     | 00143124806 | Gyöngyvirágos kiskertedben                                                                   |
| Majláth Jenő                                       | 00051190705 | Atyaisten, nő a bajszom                                                                      |
| Majláth Júlia                                      | 00019195477 | Egy rendes ember                                                                             |
| Malcsiner Béla Adalbert                            | 00019230802 | Néked a búcsú sose fájjon                                                                    |
| Markos György                                      | 00143125313 | Csúcsforgalom                                                                                |
| Mahoney Jack                                       | 00019146788 | Snow Deer Rag                                                                                |
| Majoros Gábor                                      | 00504520200 | Engem anyám megátkozott                                                                      |
| Majorossy Imre                                     | 00019199955 | Azt hittem, sose jön                                                                         |
| Henry (Nicola) Mancini                             | 00019313012 | A rózsaszín párduc (Pink Panther), Moon River                                                |
| Marcali Frigyes                                    | 00019461388 | Sárga a rigó, kerek a cipó                                                                   |
| Márkus Alfréd                                      | 00019669060 | Az én babám egy fekete nő                                                                    |
| Samuil Jakovlevics Marsak                          | 00084074180 | A csomag; Zebrák                                                                             |
| Jean Paul Aedige Martini (Schwarzendorf)           | 00019916662 | Plaisir d'amour                                                                              |
| Martos Ferenc                                      | 00019944754 | Borban az igazság                                                                            |
| Bob Merrill (Henry Robert Merrill Levan)           | 00020568602 | Mambo Italiano                                                                               |
| Mészáros Ágnes                                     | 00034804497 | Ha érezted, hogy gondoltam rád                                                               |
| Mészáros Pál                                       | 00020614335 | Kint lakom én Kisperjésen                                                                    |
| Mihály István                                      | 00020778297 | Álmaimban valahol                                                                            |
| Mihály László                                      | 00020778493 | Keresek eg csendes zugot                                                                     |
| Mihály Miklós Pál                                  | 00595123145 | Boldogság, mere jársz                                                                        |
| Georgij Szergejevics Miljutyin                     | 00083878330 | Lila orgonák                                                                                 |
| Frank Miller                                       | 00020844803 | Honvágydal (Heimwee)                                                                         |
| Miklós Tibor                                       | 00034815784 | Álmodj, királylány                                                                           |
| Domenico Modugno                                   | 00021073142 | Kékben (Nel blu dipinto di blu)                                                              |
| Mogol (Rapetti)                                    | 00021096223 | Ha sírsz, ha nevetsz (Se piangi se ridi)                                                     |
| pápai Molnár Kálmán                                | 00143128108 | Azért, hogy én szegény vagyok                                                                |
| Molnár Lajos                                       | 00142469573 | Kis piros sárkányok                                                                          |
| Molnár László                                      | 00163205106 | Halvány tiszta kék szemek                                                                    |
| Margueritte Angele Monnot                          | 00021234537 | Himnusz a szerelemhez (Hymne à l’amour)                                                      |
| Móra István                                        | 00021386800 | Lakodalom van a mi utcánkban                                                                 |
| Morvay Károly                                      | 00021590902 | Valahol egy kis faluban                                                                      |
| Mózner János                                       | 00065654068 | Haza csak egy van                                                                            |
| Mudris Anett                                       | 00757697769 | Elindultam szép hazámból                                                                     |
| Murgács Kálmán                                     | 00021829793 | Azt a tükrös piros szivet                                                                    |
| Nádas Béla                                         | 00021942112 | Mézeskalács szívet küldök neked                                                              |
| Nádasdi Géza                                       | 00021942504 | Várjatok még, őszirózsák                                                                     |
| Nádassi László                                     | 00021942997 | Adok egy tippet magának                                                                      |
| Nádor Dávid                                        | 00765824014 | Kisbárány, ne hagyj árván                                                                    |
| Nádor József                                       | 00244103607 | Sárga csizmát visel a babám                                                                  |
| Nádor László                                       | 00475753713 | Búcsúzások                                                                                   |
| Nádor Mihály                                       | 00021948489 | Sokat ne várj a szerelemtől                                                                  |
| Nagypál Béla                                       | 00021971890 | Kislány, hallod a muzsikát                                                                   |
| S. Nagy István                                     | 00076640169 | Albérlet az emeleten                                                                         |
| Nagy Olivér                                        | 00021970599 | Üllői úti fák                                                                                |
| Willie Hugh Nelson                                 | 00022185611 | Crazy (előadó: Patsy Cline)                                                                  |
| Németh István                                      | 00757480409 | Ajándék                                                                                      |
| Etehelbert Woodbridge Nevin                        | 00022265222 | Narcissus (Water Scenes)                                                                     |
| Nóti Károly                                        | 00022578491 | Falevél, falevél                                                                             |
| Nyári Rudolf cigányprímás                          | 00034921787 | Pici piros cseresznye                                                                        |
| Jacques Auguste Ignac Offenbach                    | 00022769776 | Galop infernal (Can can; Orfeusz az alvilágban)                                              |
| Dino Olivieri                                      | 00022886184 | Várlak én (Tornerai, J'attendai)                                                             |
| Orbán Tamás                                        | 00429150077 | Bárhol jársz                                                                                 |
| Roy Kelton Orbison                                 | 00130158611 | Oh, Pretty Woman                                                                             |
| Orlay (Obendorfer) Jenő                            | 00143131027 | Dob párbaj                                                                                   |
| Orosz József                                       | 00023021842 | Lehullott a rózselevél                                                                       |
| Orosz Márton                                       | 00504517774 | Haragszik a nap a holdra                                                                     |
| Orsós György                                       | 00244224496 | Nézem a halvány rózsát                                                                       |
| Sanchez José Padilla                               | 00023233136 | A virágárus lány dala (La Viloletera)                                                        |
| Jack Palmer                                        | 0023338802  | Everybody loves my baby (but my baby don't love nobody but me) SWC: T-070.262.246-5          |
| Palotai Sándor                                     | 00244117986 | Szép a rózsám, csak van egy kis hibája                                                       |
| Papp Jenő                                          | 00757279987 | Harangoznak a templomban                                                                     |
| Johnny Parker                                      | 00337748040 | Babysitti' Boogie                                                                            |
| Payer András                                       | 00023702910 | Almát eszem                                                                                  |
| Pártos Jenő                                        | 00023550906 | Sonja                                                                                        |
| Pártos Ödön                                        | 00057139571 | Concerto for Flute                                                                           |
| Pazeller Jakab                                     | 00023716208 | Herkulesfürdői emlék (Le souvenir de Herkules)                                               |
| Pazeller Frigyes György                            | 00219239762 | Búsuljon, ki mulatni fél                                                                     |
| Pásti Vilmos                                       | 00023594685 | Az én jó apámnál                                                                             |
| Pászti Miklós                                      | 00023606315 | Garamvölgyi muzsika                                                                          |
| Pataki Szilárd                                     | 00023608603 | Magas jegenyefán                                                                             |
| Carl Perkins                                       | 00040556699 | Blue Suede Shoes                                                                             |
| Pető Csaba                                         | 00706725542 | Szélnél sebesebben (My Lord együttes)                                                        |
| Pető István                                        | 00142625787 | Nincsen olyan hazug asszony                                                                  |
| Petrovics Emil                                     | 00024155415 | C'est la guerre                                                                              |
| Polgár Tibor                                       | 00024621218 | Ez a perc is emlék lesz egyszer (Gázolás)                                                    |
| Lew Pollack                                        | 00039878623 | Egy őszhajú asszony (A Yiddishe Mame)                                                        |
| Popvics György                                     | 00563952129 | Üllői úti fák (Kosztolányi)                                                                  |
| Pósa Lajos                                         | 00024759082 | Búsan szól a kecskeméti                                                                      |
| George R. Poulton                                  | 00495077910 | Love Me Tender                                                                               |
| Cole Porter                                        | 00024742104 | True Love                                                                                    |
| Presser Gábor                                      | 00035030332 | Az 1958-as Boogie Woogie klubban                                                             |
| Arthur Pryor                                       | 00025005532 | A füttyös és a kutyája (The Whistler And His Dog)                                            |
| Purcsi József (Pepi) ifj                           | 00025072415 | Magas jegenyefán                                                                             |
| Rácz Béla SEN                                      | 00025200635 | Piros rózsák beszélgetnek                                                                    |
| Rácz Zsigmond                                      | 00025202139 | Az én ajkamról már ellopták a nótát                                                          |
| Ráday László                                       | 00025205718 | Első levél (Ne sírj utánam, kedvesem)                                                        |
| Radics Béla                                        | 00025212527 | Megállok a keresztútnál                                                                      |
| Radics Béla                                        | 00076589425 | Csodálatos utazás                                                                            |
| Radics Jenő                                        | 00143135015 | Bolond, aki szerelmes                                                                        |
| Radnóti Miklós                                     | 00025220333 | Álomi táj                                                                                    |
| Radványi Balázs                                    | 00076589523 | Tisza partján mandulfa virágzik                                                              |
| Rákosi János                                       | 00025290896 | Baracknyílás idején                                                                          |
| Ránki György                                       | 00143135407 | Aranyember (filmzene)                                                                        |
| Rapée Ernő                                         | 00025410719 | Charmaine                                                                                    |
| Mogol Giulio Rapetti                               | 00025411226 | Ha sírsz, ha nevetsz (Se piangi se ridi)                                                     |
| Evans Bernard Raymond                              | 00009595856 | Another Time, Another Place                                                                  |
| Ray Evans                                          | 00009595660 | Blue Bird                                                                                    |
| Evans James Ray                                    | 00231390696 | Drunkin' Sailor                                                                              |
| Récsey Gyula                                       | 00025562789 | Mért nem lehet elfeledni                                                                     |
| Reinitz Béla                                       | 00025677765 | Üllői úti fák                                                                                |
| Retter József                                      | 00251384576 | Traumerei (Schumann), Katyusa                                                                |
| Révész József                                      | 00757372118 | Álmodom egy szép asszonyról                                                                  |
| Révffy Lajos                                       | 00025826386 | Holló lovam lába nyomát                                                                      |
| Revi Sándor junior                                 | 00244240990 | Csillagom, ébredj fel                                                                        |
| Malvina Reynolds                                   | 0002586994  | Little Boxes, Moenington Ride                                                                |
| Nyikolaj Andrejevics Rimszkij-Korszakov            | 00086323960 | Seherezádé, Szadko                                                                           |
| Gerardo Hernán Matos Rodriguez                     | 00020106750 | Éjjel-nappal lobog a lelkem (La Cumparsita)                                                  |
| Joaquín Vidre Rodrigo                              | 00026370893 | Concierto de Aranjuez                                                                        |
| Leo Robin                                          | 00026271699 | Van egy kislány, Anikó (A Gal in Calico)                                                     |
| Romanovits István                                  | 00531720778 | Csendes éj harmatja                                                                          |
| Romberg Sigmund (Zsigmond)                         | 00026588267 | Bellissimo, Cant du Tzigane, When I geow too old to Dream                                    |
| Romhányi József                                    | 00076064963 | dr Bubó                                                                                      |
| Vincent Rose (Vincenzo Cacioppo)                   | 00026707684 | Blueberry Hill                                                                               |
| Nini Rosso                                         | 00026797060 | Il silencio                                                                                  |
| Rozsnyai Károly                                    | 00163205204 | Halvány tiszta kék szemek                                                                    |
| Larry Russel                                       | 00027067199 | Áll a kis hajó (Vaya con dios)                                                               |
| Rutkai Borbála                                     | 00506605963 | Csizmalábú tél                                                                               |
| Sághy Ilona                                        | 00027207112 | Esti égen tagyognak a csillagok                                                              |
| Ságody József                                      | 00027209991 | Hűvösebb van, ősz kezd lenni                                                                 |
| Salamon Géza                                       | 00027292682 | Ne nézzen úgy rám a gyönyörű szemével                                                        |
| Sallay Mihály                                      | 00027331701 | Este, ha lefekszik, álmodozzon rólam                                                         |
| Saly Géza                                          | 00027337588 | Az a szép, az a szép                                                                         |
| Sándor Jenő                                        | 00143136995 | Álmodó Tiszapart                                                                             |
| Sárközy Vendel                                     | 00582514053 | Erdő szélén áll egy kopár kocsma                                                             |
| Sas László                                         | 00027675759 | Bikiniben láttam meg őt                                                                      |
| Sas Náci (Adler Ignác Miklós)                      | 00027675955 | Szeretnélek újra rózsák                                                                      |
| Sassy Csaba                                        | 00027688158 | Gyi lovam, gyi lovam Lengyelorszag felé                                                      |
| George Sbârcea (Claude Romano)                     | 00262674062 | A Donát úton nyílnak már az orgonák (Florile de liliac de pe drumul Donáth)                  |
| Schöck Ottó                                        | 00191241782 | Álltam az olajfák hegyén                                                                     |
| Arthur Schwatz                                     | 00028127103 | Van egy kislány, Anikó (A Gal in Calico)                                                     |
| Schwarcz (Nádassy) László                          | 00028126400 | Megy a juhász szamáron Szegedre                                                              |
| Eros Sciorilli                                     | 00028159774 | Bolyongok a város peremén (In cerca di te)                                                   |
| Segesdy László                                     | 00163148481 | Csipkebokor, galagonya                                                                       |
| Sebő Ferenc                                        | 00143138695 | Áldalak búval, vigalommal                                                                    |
| Peter Seeger                                       | 00028237979 | If I Had a Hammer (és nagyon sok népzenei feldolgozás)                                       |
| Ronnie Self                                        | 00028301119 | I'm Sorry                                                                                    |
| Seller Zsolt                                       | 00510191206 | Dalol egy orgonavirág                                                                        |
| Selymesi Rezső                                     | 00143139101 | Szerettem egy barna lányt                                                                    |
| Selmeczi György                                    | 00143139003 | Alkonyi elégia (Radnóti)                                                                     |
| Sebestyén Márta                                    | 00163192087 | Barbaro                                                                                      |
| Seress Rezső                                       | 00143139496 | Életemben csak két nőt szerettem                                                             |
| Sergio Endrigo                                     | 00009300816 | Talán, sok év után (Canzone per te)                                                          |
| Serly Lajos                                        | 00028381874 | Kék nefelejts                                                                                |
| Serly Tibor                                        | 00028381972 | Két tánc bolgár ritmusban                                                                    |
| SEN Ignác                                          | 00629560625 | Cigány vagyok, árok pertján születtem                                                        |
| Rogyion Konsztantyinovics Scsedrin                 | 00234781757 | A púpos lovacska (balett)                                                                    |
| Sholom Secunda                                     | 00028225989 | Oly szép vagy nekem (Bei mir bist du schön; Bay mir bistu sheyn)                             |
| Del Shannon                                        | 00015494685 | Runaway                                                                                      |
| Mort Shuman                                        | 00028596159 | Surrender (eredetileg: Torna a Surriento)                                                    |
| Paul Frederic Simon                                | 00028781364 | Bridge over Troubled Water, The Sound of Silence                                             |
| Christian Sinding                                  | 00028820190 | Tavaszi zsongás Rustle of Spring ISWC: T-913.909.563-9                                       |
| Sipos Mihály                                       | 00080842476 | Dunántúli friss csárdások                                                                    |
| George Shearing                                    | 00028509774 | Lullaby of Birdland                                                                          |
| Skoday László                                      | 00028897435 | Az életet csak átkomédiázzuk                                                                 |
| John Stafford Smith                                | 00028993442 | Amerikai himnusz (The Star Spangled Banner)                                                  |
| Solymos Antal                                      | 00035226997 | Gulliver és a hat törpe                                                                      |
| Sólyom Károly                                      | 00029137488 | Megy a gőzös lefelé                                                                          |
| Somogyvári Gyula S                                 | 00142482978 | Öreg kopott hegedűmön                                                                        |
| Dimitrij Dimitrievics Sosztakovics                 | 00086317658 | 1. Jazz szvit (Orosz keringő)                                                                |
| Stark Tibor                                        | 00029469455 | Értelmetlen semmiség                                                                         |
| Leo Stein                                          | 00054499844 | Basil belépője                                                                               |
| Szabó Gyula                                        | 00206280598 | Fókabálban Alaszkában                                                                        |
| Szabó József                                       | 00030029633 | Big Ben Boogie                                                                               |
| Szabó Lőrinc SEN                                   | 00143142314 | John Anderson, szivem, John                                                                  |
| Szabó Sándor                                       | 00076600283 | Emlékszel, tavasz idején                                                                     |
| Szabolcska Mihály                                  | 00030031163 | Tele van a város akácfavirággal                                                              |
| Száder István                                      | 00030031947 | Te oly szépen búcsúztál el tőlem                                                             |
| Szalay László                                      | 00030033745 | Irigykednek, hogy én téged szeretlek                                                         |
| Szántó Ferenc                                      | 00030036638 | Álmodtam egy szép asszonyról                                                                 |
| Szécsén Mihály                                     | 00030044738 | Egy régi nótát hoz Budáról át a szél                                                         |
| Szendrey Zsolt                                     | 00244270684 | Ahova lépsz                                                                                  |
| Szenes Andor                                       | 00030052936 | Élt a Maros partján valahol                                                                  |
| Szenes Andrea                                      | 00037939447 | Jaj, de ravasz                                                                               |
| Szenes Iván                                        | 00030053149 | Add már uram az esőt                                                                         |
| Szentirmai Ákos                                    | 00035269188 | Ezt ne csinálja énvelem                                                                      |
| Szentirmai Ákos                                    | 00035269188 | Függöny ISWC: T-007.131.482-3 (Amikor végetér egy álom, Tolnay Klári magánszáma)             |
| Szentirmay Elemér                                  | 00030054538 | Csak egy kislány                                                                             |
| Szentiványi György                                 | 00143143900 | Három évre bevonulok bakának                                                                 |
| Szép Ernő                                          | 00142627683 | Add a kezed                                                                                  |
| Szerdahelyi János                                  | 00030056336 | Várjatok még őszirózsák                                                                      |
| Szerdahelyi László                                 | 00244178077 | Mélyrepülés                                                                                  |
| Szerdahelyi Zoltán                                 | 00244109298 | Amikor polkát jár a nagyapó                                                                  |
| Szerványszky Endre                                 | 00030057235 | Légy jó mindhalálig (film)                                                                   |
| Szilágyi György                                    | 00143144406 | Úgy múlik el az életünk                                                                      |
| Szilágyi László                                    | 00030060938 | Van Budán egy kiskocsma                                                                      |
| Szikora István                                     | 00541564263 | Kis kút, kerekes kút                                                                         |
| Szirmai Albert                                     | 00581637625 | Hopsza, Sári                                                                                 |
| Szlatinay Sándor                                   | 00030063439 | Kislány, kezeket fel                                                                         |
| Szondy István                                      | 00030068130 | Badacsonyi kéknyelű                                                                          |
| Sztojkó Mihály                                     | 00496159509 | Ablakunkban kinyílott                                                                        |
| Igor Fjodorovics Sztravinszkij                     | 00029755848 | Tavaszi áldozat (Le sacre du printemps)                                                      |
| Tabi László                                        | 00030089609 | Öreg hölgy telefonál                                                                         |
| Tarcsay Tkalecz Vilmos                             | 00076578040 | Vásárhelyi híres promenádon                                                                  |
| Tarnai Kiss László                                 | 00244223695 | Nincsen nekem száz hold földem                                                               |
| Georgios Tzortzotoglou(Γεωργιος Τζωρτζογλου)       | 00163151498 | Adjon az isten                                                                               |
| Dimitrij Zinovjevics Tiomkin                       | 00030676399 | My Rifle My Pony and Me; Get Along Home Cindy-Cindy (népdalfeldolgozás) és további filmzenék |
| Tolcsvay Nagy László                               | 00039944936 | Altató (József Attila)                                                                       |
| Tomsits Rudolf                                     | 00030792398 | Ez csak rege                                                                                 |
| Tamássy Andor                                      | 00030175130 | Kisangyalom ablakához                                                                        |
| Tamássy Zdenkó                                     | 00030175424 | Delfinek tánca                                                                               |
| Tamkó Sirató Károly                                | 00076577925 | Bőrönd Ödön a Köröndön                                                                       |
| Tasnádi László                                     | 00030250148 | Esti égen ragyognak a csillagok                                                              |
| Tiborc András                                      | 00258328154 | Katja                                                                                        |
| Thegze Gerber Miklós                               | 00030328033 | Ici pici kis galambom                                                                        |
| Tomsits Rudolf                                     | 00030792398 | Elvesztettem a jókedvemet                                                                    |
| Torday Borbély Pál                                 | 00030830322 | Hajnalom, csillagom                                                                          |
| Tóth Béla                                          | 00030901914 | Hársfavirág illatozik                                                                        |
| Tóth János István                                  | 00076829042 | Aki legény, szeretőt tart magának                                                            |
| Török Rezső                                        | 00143149000 | Kis Mariska zaka-taka-zikatik                                                                |
| Bill Trader (William Marvin Trader)                | 00030959285 | (Now And Then There's) A Fool Such As I ISWC: T-070.262.892-9 (Kathie Baillie)               |
| Tüttő János                                        | 00143150022 | Amikor én megszülettem                                                                       |
| Martin Uhl                                         | 00031267019 | (Sonja)                                                                                      |
| Ullmann Ottó                                       | 00031282516 | Gézengúz                                                                                     |
| Urbán Nagy Róbert                                  | 00488069113 | Székely himnusz                                                                              |
| Vadady Albert                                      | 00031379497 | Csillagos hajnalom                                                                           |
| Vadnai László                                      | 00031381318 | Oly jól csúszik ez a banánéj                                                                 |
| Jimmy Van Heusen (Edward Chester Babcock)          | 00014047817 | Manci, a kis pesti lány (Nancy with the Laughing Face)                                       |
| Vándor Kálmán JUN                                  | 00031591108 | Néha még álmodozom                                                                           |
| Várady Aladár György                               | 00031619996 | Hajlik a jegenye                                                                             |
| Váradi Zsuzsa                                      | 00031619898 | Mese zöld-fehérben                                                                           |
| Váradi Sándor                                      | 00163207691 | Asszony asszony, szőke asszony                                                               |
| Vass Valéria                                       | 00035348292 | Fátyolos a szemed                                                                            |
| Vaszari Csipka János                               | 00031677586 | Csak egy nap a világ                                                                         |
| Vécsey Ernő                                        | 00143151607 | A csókod mindig jólesik                                                                      |
| Consuleo Torres Ortiz Velazquez                    | 00177570834 | Szeretelek én, jöjj vissza hozzám (Besame mucho)                                             |
| Verebes Károly                                     | 00031837494 | Nótás kedvű volt az apám                                                                     |
| Armath Roland Verlooven                            | 00001322262 | The name of the Game Football (Olé olé olé)                                                  |
| Vértes Henrik                                      | 00244175576 | Halvány őszirózsa                                                                            |
| Vidéki Pál                                         | 00031991581 | Galambszívet örököltem                                                                       |
| Víg György                                         | 00143152604 | Veled vagyok még gondolatban                                                                 |
| Vikár Béla                                         | 00032035531 | Vejnemöjnen fohásza                                                                          |
| Ángel Villoldo                                     | 00074405878 | Ne hagyd el soha (El choclo)                                                                 |
| Vincze Zsigmond                                    | 00032138027 | Igazságot Magyarországnak                                                                    |
| Vitárius Imre                                      | 00039945541 | Áldja meg a Devla a romát                                                                    |
| Vujicsics Tihamér                                  | 00032327220 | Az életbe táncoltatott lány                                                                  |
| Wachutka Ferenc                                    | 00032346117 | Piciny piros mézes szívet küldtem                                                            |
| Harry Warren                                       | 00032527406 | Tudja-e már, hogy mi az a Chattanooga Choo Choo?                                             |
| Percy Wenrich                                      | 00032727200 | Jó az álmodozás (Sail along silv'ry moon)                                                    |
| Weöres Sándor                                      | 00143154108 | Altató                                                                                       |
| Weiner István                                      | 00032655594 | Néger smok                                                                                   |
| Wolf Péter                                         | 00035416599 | Akit szertnek a lányok                                                                       |
| Tammy Wynette Virginia Wynette Pugh                | 00055032704 | Stand by your man                                                                            |
| Jack Yellen                                        | 00033364403 | Egy őszhajú asszony (A Yiddishe Mame)                                                        |
| Garcia Narciso Yepes                               | 00042023338 | Tiltott játékok (Romance de amor) feldolgozás                                                |
| Sebastian Yradier                                  | 00033422322 | Midőn Havannában hajóra szálltam (La paloma)                                                 |
| Zágon István                                       | 00033466000 | Domboldalon áll egy öreg nyárfa                                                              |
| Gheorghe Zamfir                                    | 00054955063 | Pacsirta népdalfeldolgozás (Ciocarlia), Doina din Ardeal (saját)                             |
| Zerkovitz Béla                                     | 00033600326 | Asszony asszony, csókos asszony                                                              |
| Aaron Zeitlin                                      | 00033570796 | Dona Dona (Joan Baez előadó)                                                                 |
| Zoltai Jenő                                        | 00033680199 | Neked a búcsú sose fájjon                                                                    |
| Zsoldos Béla                                       | 00012271727 | Álomtündér                                                                                   |